# Bomolocha angitia
Bomolocha angitia là một loài bướm đêm trong họ Noctuidae.